# حرف معدول

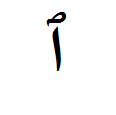

الحرف المعدول أو المرسوم هو الحرف الذي يسقط لفظا ويثبت خطا.
أمثلة
- عربية: الواو في «عمرو» و«أولات» و«أولئك» والواو الأولى في «أولو»، والألف في «دَخَلُوا» و«مِائَة».
- فارسية: «خواندن» واو معدولة.